# Vicia sosnowskyi
Vicia sosnowskyi är en ärtväxtart som beskrevs av Ekvtim.. Vicia sosnowskyi ingår i släktet vickrar, och familjen ärtväxter. Inga underarter finns listade i Catalogue of Life.